# Mico chrysoleucos
Mico chrysoleucos é um espécie de primata do Novo Mundo da família Cebidaee subfamília Callitrichinae, endêmico da Amazônia brasileira. Ocorre ao sul do rio Amazonas, entre os rios Madeira e Aripuanã e o rio Cunumã. Já foi considerado uma subespécie do sagui-de-santarém.
Habita uma região com intenso desmatamento e perda de hábitat e provavelmente se encontra em risco de extinção, além de não ser encontrado em nenhuma unidade de conservação.